# Vilniaus balsas
Vilniaus balsas (pol. Głos Litwy, Głos Litewski) – litewski dziennik ukazujący się w okupowanym Wilnie w latach 1939–1941.
Pierwszy numer pisma ukazał się 28 października 1939 roku, ostatni datowany jest na 22 czerwca 1941 roku – dzień wybuchu wojny radziecko-niemieckiej. Początkowo gazeta reprezentowała litewską opcję narodową, redagował ją wówczas Bronius Mackevičius. Po włączeniu Wileńszczyzny w skład ZSRR pismo uległo sowietyzacji, co przejawiło się m.in. w zmianach w redakcji: na jej czele stanął komunista i członek WKP(b) Albinas Žukauskas, później w tej roli zastąpił go Jonas Karosas. 